# Funció X i Y de Chandrasekhar
En la radiació atmosfèrica, la funció X i Y de Chandrasekhar apareix com les solucions dels problemes que comporten reflexió difusa i transmissió, introduïda per l'astrofísic indi-americà Subrahmanyan Chandrasekhar. La funció X i Y de Chandrasekhar {\displaystyle X(\mu ),\ Y(\mu )} definida a l'interval {\displaystyle 0\leq \mu \leq 1}, satisfà la parella d'equacions integrals no lineals:
{\displaystyle {\begin{aligned}X(\mu )&=1+\mu \int _{0}^{1}{\frac {\Psi (\mu ')}{\mu +\mu '}}[X(\mu )X(\mu ')-Y(\mu )Y(\mu ')]\,d\mu ',\\[5pt]Y(\mu )&=e^{-\tau _{1}/\mu }+\mu \int _{0}^{1}{\frac {\Psi (\mu ')}{\mu -\mu '}}[Y(\mu )X(\mu ')-X(\mu )Y(\mu ')]\,d\mu '\end{aligned}}}
on la funció característica {\displaystyle \Psi (\mu )} és un polinomi parell {\displaystyle \mu } que generalment compleixen la condició
{\displaystyle \int _{0}^{1}\Psi (\mu )\,d\mu \leq {\frac {1}{2}},}
i {\displaystyle 0<\tau _{1}<\infty } és el gruix òptic de l'atmosfera. Si la igualtat es compleix en la condició anterior, s'anomena cas conservador, altrament cas no conservador. Aquestes funcions estan relacionades amb la funció H de Chandrasekhar
{\displaystyle X(\mu )\rightarrow H(\mu ),\quad Y(\mu )\rightarrow 0\ {\text{com}}\ \tau _{1}\rightarrow \infty }
i també
{\displaystyle X(\mu )\rightarrow 1,\quad Y(\mu )\rightarrow e^{-\tau _{1}/\mu }\ {\text{com}}\ \tau _{1}\rightarrow 0.}

## Aproximació
La funcio {\displaystyle X} i {\displaystyle Y} es pot aproximar fins al n-èsim grau com
{\displaystyle {\begin{aligned}X(\mu )&={\frac {(-1)^{n}}{\mu _{1}\cdots \mu _{n}}}{\frac {1}{[C_{0}^{2}(0)-C_{1}^{2}(0)]^{1/2}}}{\frac {1}{W(\mu )}}[P(-\mu )C_{0}(-\mu )-e^{-\tau _{1}/\mu }P(\mu )C_{1}(\mu )],\\[5pt]Y(\mu )&={\frac {(-1)^{n}}{\mu _{1}\cdots \mu _{n}}}{\frac {1}{[C_{0}^{2}(0)-C_{1}^{2}(0)]^{1/2}}}{\frac {1}{W(\mu )}}[e^{-\tau _{1}/\mu }P(\mu )C_{0}(\mu )-P(-\mu )C_{1}(-\mu )]\end{aligned}}}
on {\displaystyle C_{0}} i {\displaystyle C_{1}} són dos polinomis bàsics de grau n (Consulteu l'equació de Chandrasekhar capítol VIII (97)), {\displaystyle P(\mu )=\prod _{i=1}^{n}(\mu -\mu _{i})} on {\displaystyle \mu _{i}} són els zeros dels polinomis de Legendre i {\displaystyle W(\mu )=\prod _{\alpha =1}^{n}(1-k_{\alpha }^{2}\mu ^{2})}, on {\displaystyle k_{\alpha }} són les arrels positives i no desaparegudes de l'equació característica associada
{\displaystyle 1=2\sum _{j=1}^{n}{\frac {a_{j}\Psi (\mu _{j})}{1-k^{2}\mu _{j}^{2}}}}
on {\displaystyle a_{j}} són els pesos de quadratura donats per
{\displaystyle a_{j}={\frac {1}{P_{2n}'(\mu _{j})}}\int _{-1}^{1}{\frac {P_{2n}(\mu _{j})}{\mu -\mu _{j}}}\,d\mu _{j}}

## Propietats
- Si {\displaystyle X(\mu ,\tau _{1}),\ Y(\mu ,\tau _{1})} són les solucions per a un valor particular de {\displaystyle \tau _{1}}, llavors les solucions per a altres valors de {\displaystyle \tau _{1}} s'obtenen de les següents equacions integro-diferencials

{\displaystyle {\begin{aligned}{\frac {\partial X(\mu ,\tau _{1})}{\partial \tau _{1}}}&=Y(\mu ,\tau _{1})\int _{0}^{1}{\frac {d\mu '}{\mu '}}\Psi (\mu ')Y(\mu ',\tau _{1}),\\{\frac {\partial Y(\mu ,\tau _{1})}{\partial \tau _{1}}}+{\frac {Y(\mu ,\tau _{1})}{\mu }}&=X(\mu ,\tau _{1})\int _{0}^{1}{\frac {d\mu '}{\mu '}}\Psi (\mu ')Y(\mu ',\tau _{1})\end{aligned}}}
- {\displaystyle \int _{0}^{1}X(\mu )\Psi (\mu )\,d\mu =1-\left[1-2\int _{0}^{1}\Psi (\mu )\,d\mu +\left\{\int _{0}^{1}Y(\mu )\Psi (\mu )\,d\mu \right\}^{2}\right]^{1/2}.} En casos conservadors, aquesta integral pròpia es redueix a {\displaystyle \int _{0}^{1}[X(\mu )+Y(\mu )]\Psi (\mu )\,d\mu =1.}
- Si s'introdueixen les simplificacions {\displaystyle x_{n}=\int _{0}^{1}X(\mu )\Psi (\mu )\mu ^{n}\,d\mu ,\ y_{n}=\int _{0}^{1}Y(\mu )\Psi (\mu )\mu ^{n}\,d\mu ,\ \alpha _{n}=\int _{0}^{1}X(\mu )\mu ^{n}\,d\mu ,\ \beta _{n}=\int _{0}^{1}Y(\mu )\mu ^{n}\,d\mu }, llavors tenim una relació que indica {\displaystyle (1-x_{0})x_{2}+y_{0}y_{2}+{\frac {1}{2}}(x_{1}^{2}-y_{1}^{2})=\int _{0}^{1}\Psi (\mu )\mu ^{2}\,d\mu .} En el cas conservador, això es redueix a {\displaystyle y_{0}(x_{2}+y_{2})+{\frac {1}{2}}(x_{1}^{2}-y_{1}^{2})=\int _{0}^{1}\Psi (\mu )\mu ^{2}\,d\mu }
- Si la funció característica és {\displaystyle \Psi (\mu )=a+b\mu ^{2}}, on {\displaystyle a,b} són dues constants, aleshores tenim {\displaystyle \alpha _{0}=1+{\frac {1}{2}}[a(\alpha _{0}^{2}-\beta _{0}^{2})+b(\alpha _{1}^{2}-\beta _{1}^{2})]}.
- En els casos conservadors, les solucions no són úniques. Si {\displaystyle X(\mu ),\ Y(\mu )} són solucions de l'equació original, llavors també són les solucions d'aquestes dues funcions {\displaystyle F(\mu )=X(\mu )+Q\mu [X(\mu )+Y(\mu )],\ G(\mu )=Y(\mu )+Q\mu [X(\mu )+Y(\mu )]}, on {\displaystyle Q} és una constant arbritària.